# سمافور (وبگاه)
سمافور (به انگلیسی: Semafor) یک وب سایت خبری است که در سال ۲۰۲۲ توسط بن اسمیت، سردبیر سابق بازفید نیوز و ستون نویس رسانه ای سابق در نیویورک تایمز ، و جاستین بی. اسمیت، مدیر عامل سابق گروه رسانه ای بلومبرگ، تأسیس شد.

## شرح و ریشه‌شناسی
نیویورک تایمز سمافور را یک «سازمان خبری جهانی» نامیده‌است. واکس سمافور را به عنوان «مجموعه ای از خبرنامه‌ها، به علاوه یک وب سایت، که مخاطبان سطح بالایی را هدف قرار می‌دهد که موضوعاتی مانند سیاست واشینگتن و فناوری دره سیلیکون را می‌فهمند، اما بیشتر می‌خواهند». دسترسی به این وب سایت رایگان است و توسط تبلیغات پشتیبانی می‌شود، اگرچه بنیانگذاران سمافور وعده برنامه‌هایی را برای تبدیل به یک مدل اشتراک پولی داده‌اند. این سازمان در نیویورک مستقر است.

#### شرکت‌های چینی

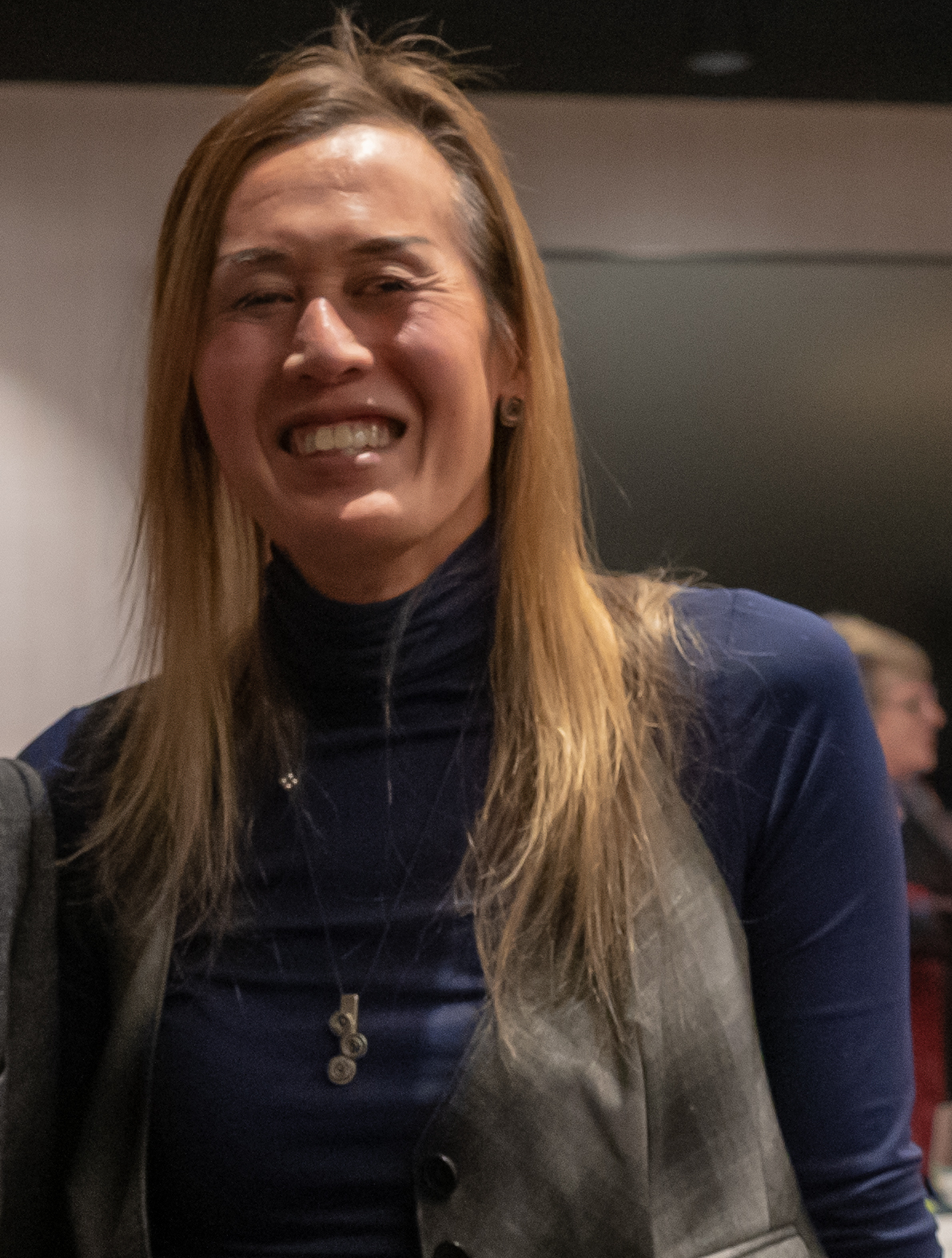
جینا چوا، سردبیر سمافور، در سال ۲۰۲۲